# Philophylla incerta
Philophylla incerta är en tvåvingeart som först beskrevs av Chen 1948.  Philophylla incerta ingår i släktet Philophylla och familjen borrflugor. Inga underarter finns listade i Catalogue of Life.